# Xavier Camargo
Afrodísio Xavier Camargo (9 marca 1895 – 30 lipca 1974) – piłkarz brazylijski znany jako Formiga, napastnik.
Urodzony w São Paulo Formiga karierę piłkarską rozpoczął w 1912 roku w klubie Ypiranga São Paulo.
Jako piłkarz klubu Ypiranga São Paulo wziął udział w turnieju Copa América 1919, gdzie Brazylia zdobyła mistrzostwo Ameryki Południowej. Formiga nie zagrał w żadnym meczu.
W 1921 roku został graczem klubu Paulistano São Paulo, z którym w tym samym roku zdobył swoje pierwsze mistrzostwo stanu São Paulo. Rok później wziął udział w turnieju Copa América 1922, gdzie Brazylia zdobyła mistrzostwo Ameryki Południowej. Formiga zagrał we wszystkich pięciu meczach – z Chile, Paragwajem, Urugwajem, Argentyną i decydującym o mistrzowskim tytule meczu z Paragwajem, w którym zdobył 2 bramki. Bramki te dały mu pozycję wicekróla strzelców turnieju.
Razem z klubem Paulistano jeszcze trzykrotnie sięgnął po stanowe mistrzostwo – w 1926, 1927, 1929.
Formiga zmarł 30 lipca 1974 roku w rodzinnym São Paulo.